# Alloise
Alloise, pseudonimo di Alla Jevhenivna Moskovka (in ucraino Алла Євгенівна Московка?; Poltava, 19 ottobre 1984), è una cantante ucraina.

## Biografia
Alloise ha fatto parte dei gruppi musicali Tomato Jaws e Gorchitza, prima di avviare la propria carriera come solista nel 2012, anno in cui è stata premiata con l'MTV Europe Music Award al miglior artista ucraino. L'anno successivo ha ottenuto la sua prima nomination allo YUNA, il principale riconoscimento musicale nazionale, per la rivelazione dell'anno, oltre a pubblicare il suo primo album in studio Bygone, contenente l'estratto Who's the Fool, candidato per lo YUNA al miglior duetto.
Nel 2016 ha provato a rappresentare l'Ucraina all'Eurovision Song Contest partecipando a Vidbir, dove si è piazzata in 6ª posizione nelle semifinali con il brano Crown. Episodes, il secondo LP della cantante, è stato presentato in concerto a Kiev due giorni dopo la sua uscita.
A circa quattro anni di distanza è ritornata sulle scene musicali con la pubblicazione dell'EP Bare Nerve, che le ha fruttato un'ulteriore candidatura nell'ambito del più importante riconoscimento musicale dell'Ucraina.

## Discografia

### Album in studio
- 2013 – Bygone
- 2016 – Episodes

### EP
- 2020 – Bare Nerve

### Singoli
- 2013 – Sweet Love
- 2013 – Love Me or Leave Me
- 2013 – Who's the Fool (feat. Fahot)
- 2014 – Simple Thing
- 2014 – Tell Me of Fire
- 2014 – Circus
- 2014 – One Touch
- 2015 – Merry-Go-Round
- 2015 – In a Big City
- 2015 – Crown
- 2021 – Knives